# Disk Writer
 (janvier 2020).
Les bornes Disk Writer sont des bornes de téléchargement de jeux Famicom Disk System. Il s'agissait du deuxième mode d'achat de jeux pour le lecteur de disquettes de la Famicom. Vu que le FDS est uniquement sorti au Japon, ces bornes de téléchargement n'ont évidemment pas dépassés les frontières nippones.
Les jeux du Famicom Disk System étaient vendus de deux façons différentes : soit sur les disquettes ré-inscriptibles, aux environs de 2600 ¥ (environ 15 €  au taux de change de 1987), soit via le chargement sur ces bornes pour 500 ¥ (environ 3 € au taux de change de 1987) seulement.

## Fonctionnement du Disk Writer
Il fallait demander à un vendeur de la boutique où se trouvait la borne Disk Writer pour pouvoir insérer une disquette à graver dans le port disquettes similaire au Famicom Disk System. Le vendeur devait ouvrir la vitre, prendre la cartouche où se trouvait le jeu demandé par le client et l'insérer dans une autre fente. Ces cartouches sont identiques aux jeux NES occidentales, mais de couleur jaune.
Une fois la disquette et la cartouche insérées, le vendeur appuyait sur un bouton et la gravure commençait. À la fin du téléchargement du jeu, le vendeur donnait au client des étiquettes à coller sur la disquette du jeu en question ainsi que le mode d'emploi du jeu  sur des feuilles A4.

## Jeux exclusifs au Disk Writer
Parmi le catalogue du Famicom Disk System, certains jeux étaient disponibles uniquement en téléchargement sur ces bornes :
- Bomberman
- Burger Time
- Clu Clu Land
- Dig Dug
- Dig Dug II
- Donkey Kong
- Donkey Kong Jr.
- Egger Land: Sôzô he no Tabidachi
- Famimaga Disk Volume 2: Panic Space
- Famimaga Disk Volume 3: All 1
- Famimaga Disk Volume 4: Clocks
- Famimaga Disk Volume 5: Puyo Puyo
- Famimaga Disk Volume 6: Janken Disk Jo
- Galaga
- Galaxian
- Goonies
- Ice Climber
- Ishido
- Kaettekita Mario Bros.
- Kineko 2
- Lutter
- Moon Ball Magic
- Pachi Com
- Pac-Man
- Pinball
- Puzzle Boys
- Raijin
- Solomon no Kagi
- SD Gundam World: Gachapon Senshi - Scramble Wars
- SD Gundam World: Gachapon Senshi - Scramble Wars Map Collection
- Shogi Shinan II: Tsume Shogi
- Super Lode Runner II
- TwinBee
- Wrecking Crew
- Xevious

## Bornes Disk Fax

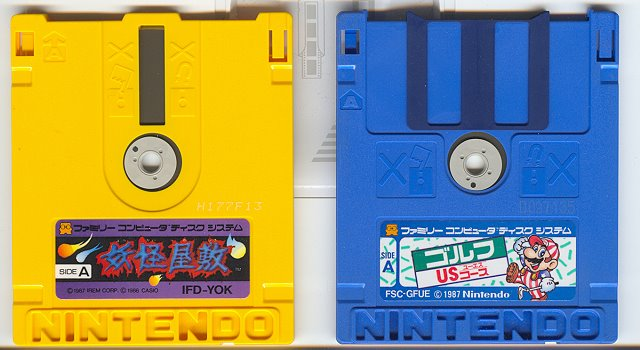
À gauche : une disquette standard.
Il s'agit du jeu Youkai Yashiki.
À droite : une disquette compatible avec les bornes Disk Fax.
Il s'agit du jeu Golf US Course.

Un autre type de borne pour les jeux FDS était disponible au Japon : le Disk Fax. Celui-ci permettait de participer aux concours lancés par Nintendo pour les jeux sur disquettes bleues, tels que Golf Japan Course, Golf US Course, Famicom Grand Prix: F1 Race, Famicom Grand Prix II: 3D Hot Rally et Nakayama Miho no Tokimeki High School.